# Siquijor (Siquijor)
Siquijor is de hoofdstad van Filipijnse provincie Siquijor op het gelijknamige eiland. Bij de laatste census in 2007 had de gemeente ruim 23 duizend inwoners.
In barangay Cangalwang in de gemeente Siquijor ligt het enige vliegveld van het eiland. Vanuit Siquijor gaan elke dag kleine bootjes heen en weer naar Dumaguete City. De belangrijkste haven van het eiland is echter in Larena te vinden.

## Geografie

### Bestuurlijke indeling
Siquijor is onderverdeeld in de volgende 42 barangays:
| - Banban - Bolos - Caipilan - Caitican - Calalinan - Cang-atuyom - Canal - Candanay Norte - Candanay Sur - Cang-adieng - Cang-agong - Cang-alwang - Cang-asa - Cang-inte | - Cang-isad - Canghunoghunog - Cangmatnog - Cangmohao - Cantabon - Caticugan - Dumanhog - Ibabao - Lambojon - Luyang - Luzong - Olo - Pangi - Panlautan | - Pasihagon - Pili - Poblacion - Polangyuta - Ponong - Sabang - San Antonio - Songculan - Tacdog - Tacloban - Tambisan - Tebjong - Tinago - Tongo |

### Topografie en landschap
Siquijor ligt in het noordwesten van het eiland en wordt begrensd door Larena in het oosten, Lazi in het zuidoosten en San Juan in het zuidwesten. Het terrein van de gemeente is vlak aan de kust en meer heuvelachtig tot bergachtig landinwaarts.

## Demografie
Siquijor had bij de census van 2007 een inwoneraantal van 23.271 mensen. Dit zijn 2.121 mensen (10,0%) meer dan bij de vorige census van 2000. De gemiddelde jaarlijkse groei komt daarmee uit op 1,33%, hetgeen lager is dan het landelijk jaarlijks gemiddelde over deze periode (2,04%). Vergeleken met de census van 1995 is het aantal mensen met 4.411 (23,4%) toegenomen.

De bevolkingsdichtheid van Siquijor was ten tijde van de laatste census, met 23.271 inwoners op 90,7 km², 256,6 mensen per km².